# گل صحرا
گل صحرا (انگلیسی: Desert Flower) کتاب «گل صحرا» نوشته واریس دیری و کتلین میلر، خاطرات کودکی و نوجوانی واریس دیری و چگونگی ناقص سازی جنسی (ختنهٔ زنان) و فرارش از آفریقا به‌سوی لندن را شرح می‌دهد.
در سال ۲۰۰۹، یک فیلم با همین نام (گل صحرا) از این کتاب اقتباس شده‌است. کارگردان این فیلم پیتر هرمان و بنجامین هرمان بوده و لیا کبده، بازیگر اهل اتیوپی، نقش واریس دیری را در آن بازی می‌کند.